# LexiCan
lexiCan ist ein Produkt der deutschen vetafab Software GmbH. Die Wiki-Software auf Windows-Basis dient der Erstellung persönlicher oder unternehmerischer Wissensdatenbanken. Sie wird als Lösung für Einzelanwender (Personal Edition) seit 2005 vertrieben. Eine Client-Server-Edition, die den gleichzeitigen Zugriff mehrerer Nutzer ermöglicht (Business Edition), ist seit Sommer 2010 erhältlich.

## Einsatzgebiete
Der Einsatz der Wiki-Software eignet sich generell für alle Themengebiete, zu denen Wissen gesammelt, organisiert und weitergegeben werden soll. So wird lexiCan zum Beispiel als Unternehmens-Wiki, Projektdatenbank, Knowledge Base, für wissenschaftliches Arbeiten oder zur systematischen Auswertung von Recherchen eingesetzt.

## Funktionen
lexiCan ermöglicht es, große Mengen multimedialer Inhalte zu einem Thema zu sammeln, zu strukturieren, zu vernetzen und für die weitere Verwendung aufzubereiten.
lexiCan organisiert Wissen in Wissensgebieten und unterteilt diese in Artikel. Ein Artikel kann frei aus Texten, Bildern und Tabellen zusammengestellt werden. Hierfür steht ein leistungsstarker Texteditor zur Verfügung, der ähnlich komfortabel wie eine Textverarbeitung zu nutzen ist. Das Einfügen bereits existierender Informationsquellen wird durch Importfunktionen für zahlreiche Dateiformate (DOC, DOCX, PDF, RTF, TXT und HTML) unterstützt. Es können auch ganze Ordnerstrukturen importiert werden (nur Personal Edition).
Das freie Setzen von Verweisen/Links auf andere Artikel, Webseiten, Dateien, Quellen und Netzwerkordner in einem Artikel erlaubt die effektive Vernetzung des in lexiCan abgelegten Wissens. Dem Anwender stehen hierzu Drag-and-Drop-Funktionen, Multifunktionsleisten und Kontextmenüs zur Verfügung.
lexiCan stellt eine vollständige Gliederungsfunktion bereit, die auch Mehrfachzuordnungen von Artikeln zulässt.
Zum Auffinden von Inhalten steht neben der Gliederungsansicht ein alphabetischer Index aller Artikel, eine Dateiübersicht, sowie eine Volltextsuche über sämtliche Inhalte eines Wissensgebiets inkl. Dateianhängen zur Verfügung. Ein dynamischer Filter im Artikelindex unterstützt den schnellen Aufruf einzelner Artikel.
Die integrierte Quellenverwaltung verhindert das redundante Eintragen von Referenzen und listet alle Einträge auf, denen die jeweiligen Quellen zugeordnet sind.
Inhalte lassen sich in vielfältige Dateiformate (DOC, DOC, PDF, RTF, TXT und HTML), das Microsoft Help-Format, in eine der Gliederung entsprechende Ordnerstruktur und in ein HTML-Format zur Veröffentlichung auf Webseiten exportieren/umwandeln.
Die Benutzeroberfläche ist mehrsprachig (Deutsch und Englisch).
Anders als viele Open-Source-basierte Wiki-Lösungen erfordern Inbetriebnahme und Einsatz von lexiCan keine Spezialkenntnisse über zum Beispiel HTML, SQL oder PHP. Der Einsatz von lexiCan bedarf keiner aufwändigen Einarbeitung und gestaltet sich auch für technisch weniger versierte Anwender recht einfach.
Die Client-Server-Edition lexiCan Business bietet eine differenzierte Benutzer- und Rechteverwaltung. Über eine Schnittstelle kann die Zugriffssteuerung auch über ein bestehendes Active Directory erfolgen.
Zu lexiCan Business ist die Ergänzung lexiCan +WEB erhältlich. Die Technik auf Basis von Microsofts Internet Information Services ermöglicht den Zugriff auf ausgewählte Wikis des lexiCan Server auch über Webbrowser. So können mit lexiCan Business erstellte Wikis ohne Zwischenschritt im Internet oder Intranet publiziert werden.

## Aktuelle Programmversionen
- lexiCan 7 Personal: Programmversion für Einzelanwender
- lexiCan 6 Business: Programmversion für Teams (Client-Server-Edition)
- lexiCan +WEB v3: Ergänzung zu lexiCan Business zur Veröffentlichung von Wikis über Browser